# 塞纳河畔巴讷维尔
塞纳河畔巴讷维尔（法語：Barneville-sur-Seine，法語發音：[baʁnəvil syʁ sɛn]）是法国厄尔省的一个市镇，位于该省北部偏西，塞纳河左岸，属于贝尔奈区。

## 地理
塞纳河畔巴讷维尔（49°22'50"N, 0°50'46"E）面积8.77 平方千米，位于法国诺曼底大区厄尔省，该省份为法国北部内陆省份，北起滨海塞纳省，西接奧恩省和卡爾瓦多斯省，南至厄尔-卢瓦省，东临瓦兹省、瓦兹河谷省和伊夫林省。
与塞纳河畔巴讷维尔接壤的市镇（或旧市镇、城区）包括：博古埃、翁格马尔-格努维尔、勒朗丹、瑞米耶日、莫尼、塞纳河畔伊维尔。

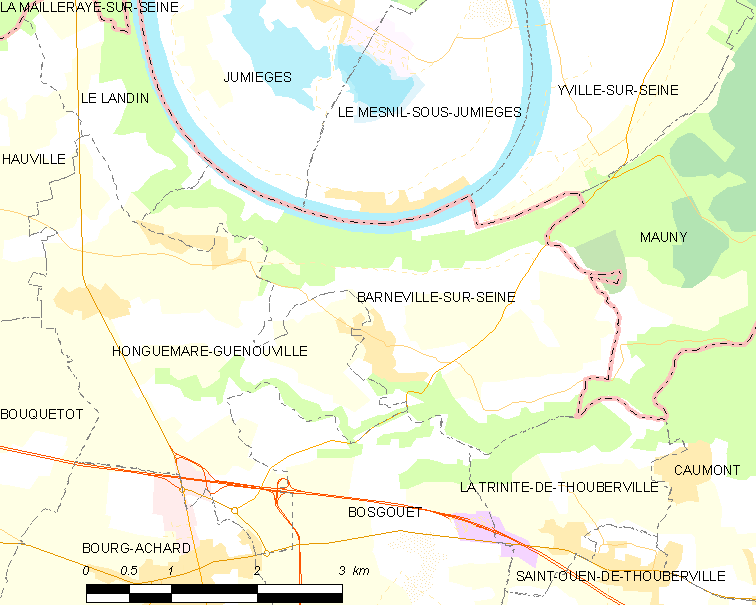
塞纳河畔巴讷维尔的OSM定位图

塞纳河畔巴讷维尔的时区为UTC+01:00、UTC+02:00（夏令时）。

## 行政
塞纳河畔巴讷维尔的邮政编码为27310，INSEE市镇编码为27039。

## 政治
塞纳河畔巴讷维尔所属的省级选区为阿沙尔堡县。

## 人口

1962-2008年间塞纳河畔巴讷维尔人口变化图示

塞纳河畔巴讷维尔于2022年1月1日时的人口数量为530人。